# 托雷多大學
托莱多大学 （University of Toledo）是美国俄亥俄州的一所州立大学，坐落于托莱多市，属于俄亥俄大学系统，被卡内基基金会划分为博士研究性大学。

## 歷史
1872年，托雷多大學是一所私立的美術與貿易學校。當時繪畫與建築學是托雷多大學僅有提供的主修。125年以來，托雷多大學已經轉變為全方位的學術機構並提供超過250種大學學位和碩士學位給超過2萬名來自全世界各地的學生就讀。

## 學校排名
根據2009年的美國新聞與世界報導，托雷多大學為美國全國性第四級的大學。

## 外部連結
托雷多大學官方網站 （页面存档备份，存于）